# トンファー

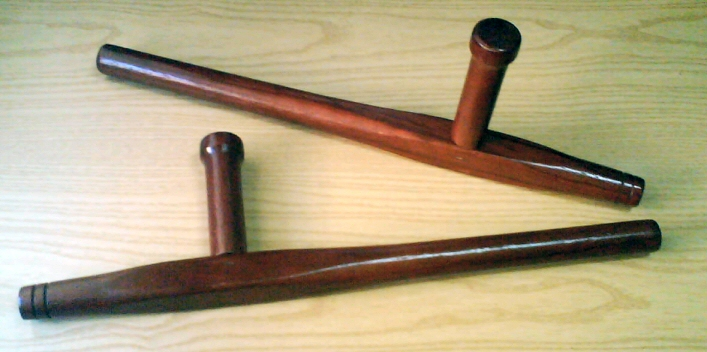
トンファー

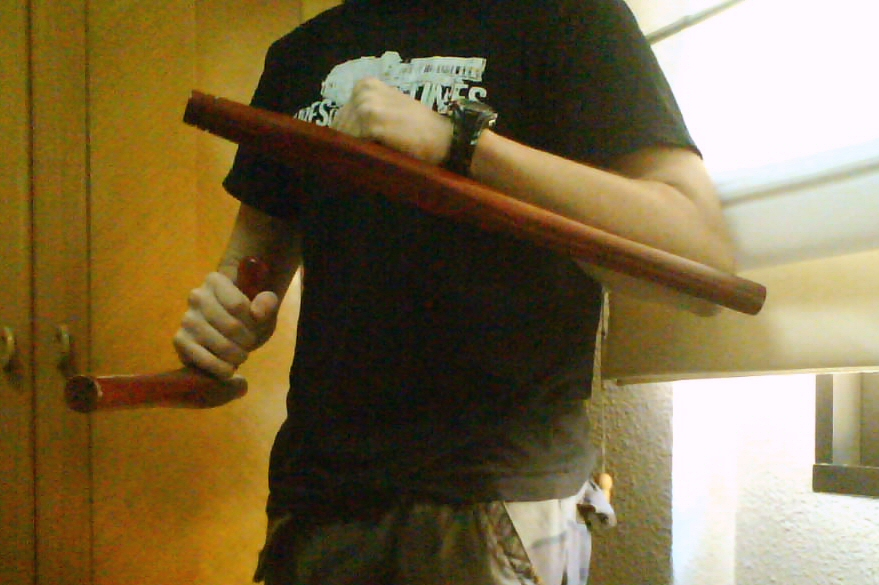
トンファー

トンファー（英：Tonfa）は、沖縄の琉球古武術において使用される打突武器兼防具である。旋棍（せんこん）とも呼ばれる。

## 概要
およそ45センチメートルの長さの棒の片方の端近くに、握りになるよう垂直に短い棒が付けられている。基本的に2つ1組で、左右の手にそれぞれ持って扱う。握り部分を持った状態で、自分の腕から肘を覆うようにして構え、空手の要領で相手の攻撃を受けたり、そのまま突き出したり、または攻撃を受けたまま空いている手や蹴りを繰り出して攻撃することが可能。長い部位を相手の方に向けて棍棒のように扱う事が出来る。それらは手首を返すことで半回転させて瞬時に切り替えられ、さらには回転させて勢いを付けつつ相手を殴りつけることも出来る。それだけでなく、逆に長い棒の部分を持ち、握り部分を相手にむけて鎌術の要領で扱うことも可能。主に刀を持つ敵と戦うために作られた、攻防一体の武器である。
起源については諸説あるが、中国武術の「拐」（かい）と呼ばれるトンファーよりも大きい武器が琉球に伝わって小型化されたという説、石臼の挽き棒から発明されたという説の2つが有力であるとされる。
漫画やアニメーションなどのフィクション作品においても、トンファーやそれをモチーフにした武器、またトンファーを扱うキャラクターが数多く登場する。

## 警棒として
本来は右上写真のような角柱に近い形をしているが、伝播先のアメリカやヨーロッパでは武器としての使い勝手が良いため、角柱から円柱に変えた「トンファーバトン」を警棒として採用しているという。警棒としてのトンファーはSide Handle Baton（取っ手付警棒）とも呼ばれる。逃げる相手の脚めがけてブーメランの要領で投げ、脚に絡んで転んだところを取り押さえる“警棒投げ”という技法も教えられている（ドラマ『パトカーアダム30』で登場する）。アメリカにトンファーを持ち込み、広めたのは日本の空手家である。
アメリカ合衆国の警察で教えられているものは、刃物などへの防御力に優れた「握り付き警棒」としての意味合いが強く、握りを一瞬緩めて回転させて打つ技法は、格闘技に秀でた一部の者以外は省略されている場合が多い。暴動や暴漢の鎮圧や無力化に用いる攻守一体の装備としてトンファーバトンは、「打つ」「突く」「払う」「絡める」などの様々な用法を習熟することにより、極めて合理的かつ有効な装備であるらしい。
トンファーにせよ他の武器にせよ、勤務中に携行する為には警察機関による訓練を修了しなければならない。例えばニューヨーク市警察の規則であるパトロールガイド（Patrol Guide）の「204-09 16 "Baton (Side Handle)"」では、制式警棒をトンファー型のモナドノックPR-24 STSと定めた上で、警察学校で訓練を修了した制服警察官のみが携行できることが定められている。また同規定では次の事柄も定められているという。
- 1988年12月以降に雇用された警察官はPR-24 STSのみを携行できる
- 1988年12月までに雇用され且つトンファーの訓練を受けていない警察官は、長さ24～26インチ、直径1.5インチ以内の直線型警棒の携行が認められる
- 直線型警棒の材質はニセアカシア、ヒッコリー、アメリカトネリコ、紫檀とする
- 直線型警棒の携行資格者であっても、警察学校でトンファーの訓練を受けたものはトンファーを携行しなければならない

警官等法執行機関職員用の携帯装備として依然多くの機関で採用されてはいる。しかし近年は秘匿性・携帯性の優れた伸縮式の警棒などに切り替わる傾向にあるという。理由の一つは、いかにも武器然とした外観が人々に威圧感を与えること。もう一つの理由は、ロス暴動のきっかけになった「ロドニー・キング事件」など多数の警官による市民に対する集団暴行、つまりはアメリカ版特別公務員暴行陵虐事件の頻発などにより、警察官が威力の高い鈍器を携行・使用することに対して市民の不信感が強まったことである。これらの影響はトンファーに留まらない。ロサンゼルス市警察などでは2007年以降、夜間のパトロールの際に必要な懐中電灯を、全長20センチ程の超高輝度携帯用照明器具（ペリカンライト・7060タクティカルライト）に更新していった。理由は、それ以前に使用されていた「ストリームライト」や「マグライト」は威力の高い鈍器として使用することが可能であり、トンファーに対するのと同じく不信感があったことから。現在のライトは鈍器として使用することには適さないが、強烈な発光によって大きな眩惑効果をもたらし、暴漢などの対象者を短時間ながらも無力化することが可能となっている。
トンファーと呼ばれる武具のうち、武道に用いられるものの材質は赤樫などの高密度・高硬度の木材が主だが、警棒に採用されている物には特殊合金やポリカーボネートなどの耐衝撃に優れた合成樹脂が使用される事が多い。
- トンファー型警棒
- オクトーバーフェスト会場で暴れた酔客を拘束したドイツ・バイエルン州警察官。トンファーを携帯している。
- 同じくドイツ・ハンブルク州警察官。トンファーを携帯し容疑者を拘束している。
- 事件現場周辺で群衆整理と警戒に当たる、ロサンゼルス市警察の警察官。手にトンファー警棒を構えている
- 鈍器から身を守るトンファー操作術。